# 全国戦没者追悼式

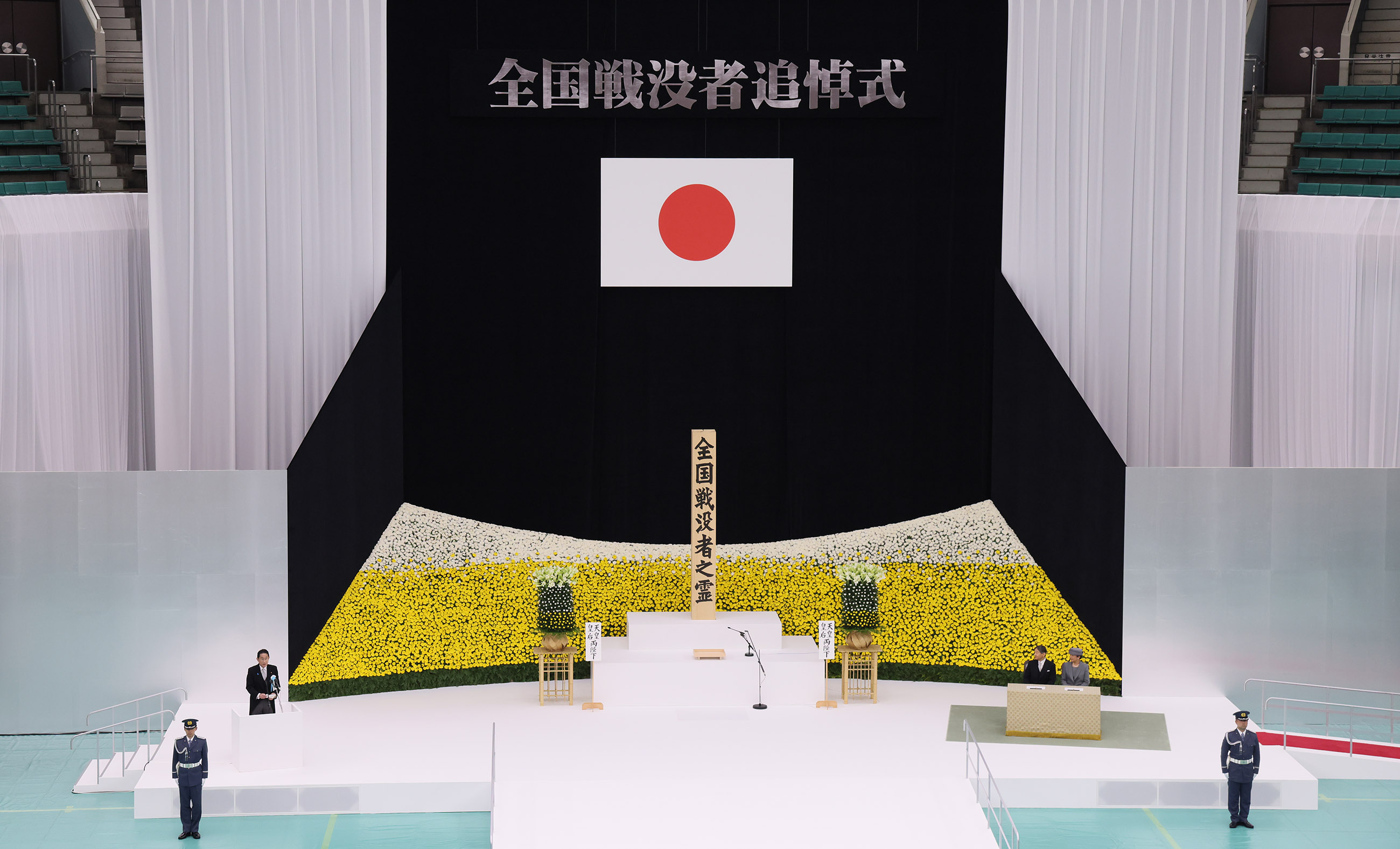
第63回全国戦没者追悼式
（2023年8月15日、日本武道館）

全国戦没者追悼式（ぜんこくせんぼつしゃついとうしき、英: Memorial Ceremony for the War Dead）は、日本国政府の主催で、第二次世界大戦の日本人戦没者に対して宗教的に中立な形で行われる追悼式。1965年（昭和40年）以降は、東京都千代田区の日本武道館で毎年8月15日（終戦の日）に行われている。
第1回の追悼式は、1952年（昭和27年）5月2日に新宿御苑で実施された。

## 概説

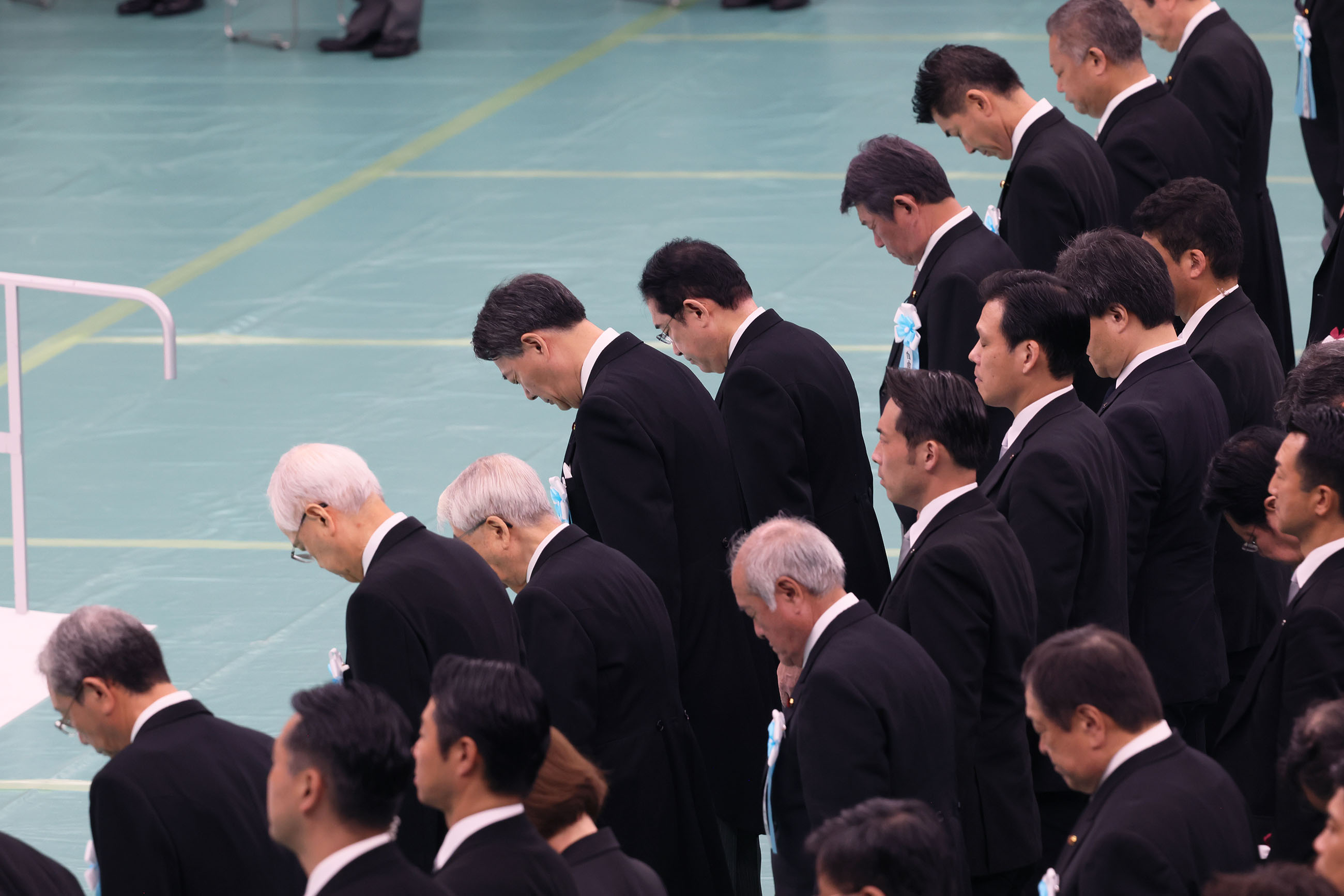
参列者による黙祷
（2023年8月15日）

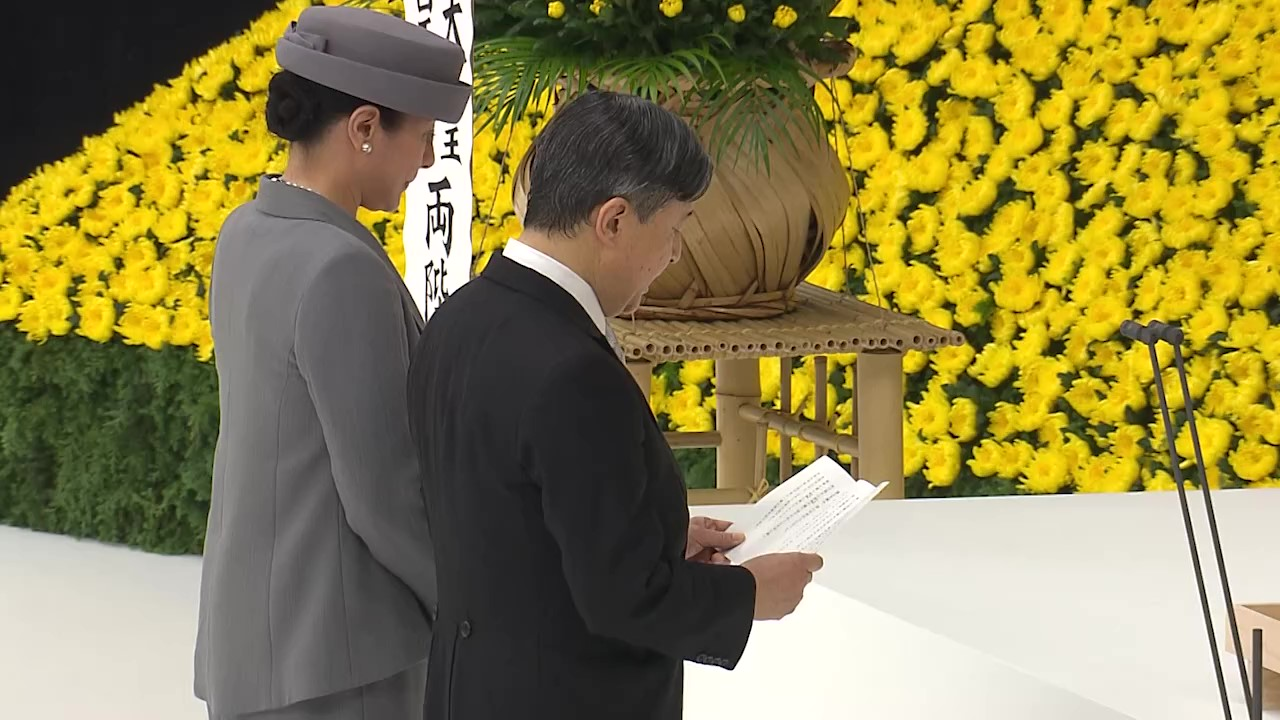
天皇徳仁のおことば
（2023年8月15日）

全国戦没者追悼式は1952年（昭和27年）4月8日の閣議決定（第3次吉田第3次改造内閣：吉田茂首相）により、同年5月2日に新宿御苑で昭和天皇・香淳皇后の出御のもとで行われたのが最初である。これは独立回復後、国のあらゆる行事に優先して全国戦没者追悼式を行うとしたためである。
第2回は1959年（昭和34年）3月28日にやや変則的に実施され、その後1963年（昭和38年）に日比谷公会堂で8月15日に、1964年（昭和39年）には靖国神社で8月15日に開催。翌1965年（昭和40年）から東京都千代田区の日本武道館で8月15日に行われるようになり、現在に至っている。
追悼の対象は「第二次世界大戦（日中戦争/支那事変・太平洋戦争/大東亜戦争）で戦死した旧日本軍軍人・軍属約230万人」と、「空襲や原子爆弾投下等で死亡した一般市民約80万人」の、「日本人戦没者計約310万人」である。
式典は政府主催で、事務は厚生労働省（旧・厚生省）社会・援護局が行う。
式典には天皇・皇后が出御し、三権の長である内閣総理大臣、衆議院議長、参議院議長、最高裁判所長官、各政党代表、及び地方公共団体代表（都道府県知事、都道府県議会議長など）が参列する。
また、日本遺族会等関係団体の代表者（日本遺族会会長、各都道府県遺族代表）、経済団体（日本商工会議所会頭）、労働団体（日本労働組合総連合会会長）、報道機関の代表者（日本新聞協会会長）、日本学術会議会長、日本宗教連盟理事長、日本戦没者遺骨収集推進協会会長などを招くほか、一般戦災死没者遺族、原子爆弾死没者遺族らを国費で参列させている。
式典開始は午前11時51分（以下日本時間）、所要時間は約1時間である。式典にあたり武道館には祭壇が設置され日本の国旗とともに「全国戦没者之霊」と書かれた白木檜柱が置かれる。また天皇・皇后が臨席するため祭壇の両端には儀礼服を着用し拳銃を携行した皇宮護衛官2名が警戒に当たる。正午前に参列者全員が起立し、時報を合図に1分間の黙祷をささげる。

## 式次第

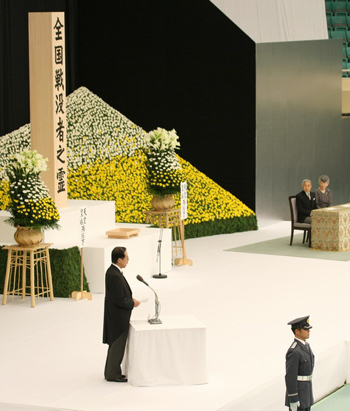
天皇明仁、皇后美智子の臨席の下、式辞を読む内閣総理大臣福田康夫
（2008年(平成20年)8月15日）

## 根拠規定
1952年（昭和27年）4月8日に閣議決定された（第3次吉田第3次改造内閣：吉田茂首相）「全国戦没者追悼式の実施に関する件」は、以下の通り。
1963年（昭和38年）5月14日に閣議決定された（第2次池田第2次改造内閣：池田勇人首相）「全国戦没者追悼式の実施に関する件」は以下の通り。
1982年（昭和57年）4月13日に閣議決定された（鈴木善幸改造内閣：鈴木善幸首相）「『戦没者を追悼し平和を祈念する日』について・全国戦没者追悼式の実施について」は、以下の通り。

## 歴史

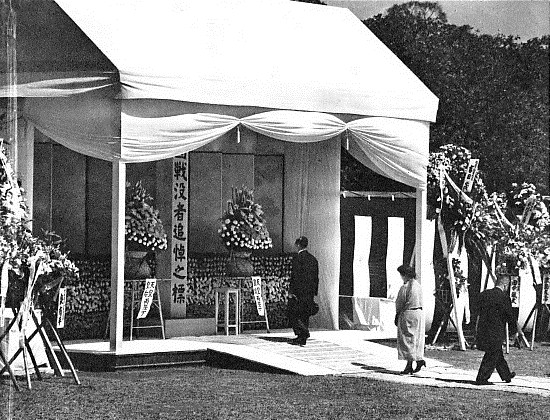
1952年(昭和27年)5月2日
第1回全国戦没者追悼式（新宿御苑）

- 1952年（昭和27年）5月2日 第1回を新宿御苑で、政府主催で実施。
- 1959年（昭和34年）3月28日 第2回を千鳥ヶ淵戦没者墓苑で、その竣工式と併せて厚生省の主催で実施[4]。
- 1963年（昭和38年）8月15日 日比谷公会堂で開催。以降毎年8月15日に行われるようになる。
- 1964年（昭和39年） 靖国神社で開催。
- 1965年（昭和40年） 日本武道館で開催し、以後この会場で行われる。
- 1982年（昭和57年） 8月15日を「戦没者を追悼し平和を祈念する日」とすることを閣議決定する（鈴木善幸改造内閣）。
- 1988年（昭和63年） 昭和最後の開催。昭和天皇が最後の臨席。静養中の那須御用邸から陸上自衛隊のヘリコプターで帰京した。
- 1989年（平成元年） 平成最初の開催。天皇明仁・皇后美智子が即位後初の出御。
- 1993年から2012年まで、歴代首相は式辞でアジア諸国への加害責任について「深い反省」や「哀悼の意」などと言及した[5]。
- 2005年（平成17年） 戦没者の父母が高齢化に伴い、初めて1人も参列しなかった。2006年（平成18年）、2007年（平成19年）には戦没者の母親が参列しているが、2010年（平成22年）を最後に父母の参列はない。
- 2011年（平成23年） 内閣総理大臣・菅直人（当時）の式辞が予定より長くなった為、正午の黙祷が26秒遅れた。
- 2013年の第2次安倍政権から2024年まで、首相の式辞からアジア諸国への加害責任の文言が消えた[5]。
- 2016年（平成28年） 「天皇皇后両陛下御退場」時に参列者の一人（千葉県遺族席に居た男性）から「天皇陛下万歳」の三唱があり、参列者の多くもこれに続き、会場全体が万歳の声と大きな拍手に包まれる異例の事態となった。天皇明仁・皇后美智子は一礼で応えた[6]。
- 2018年（平成30年） 平成最後の開催[7]。
- 2019年（令和元年） 令和最初の開催。戦後生まれの今上天皇・皇后雅子が出御。
- 2020年（令和2年） 新型コロナウイルス感染症の感染拡大防止の観点から参列者数を前年の6400人の2割強の1400人へ縮小[8]。実際の参列者は542人[9]。厚生労働省のYouTubeチャンネルで初めてライブ配信を実施した[10][11]。
- 2021年（令和3年） 1都3県に緊急事態宣言及びまん延防止等重点措置の発令が長引いている状態を鑑み、参列者数を前年よりさらに縮小。来賓100人の他、遺族代表は東京都から20人、他の道府県から各1人[12]と付添いを含めた100人程度の合計200人に絞った[13]。東北6県、大阪府、広島県、長崎県、沖縄県等21府県の遺族代表は参列を辞退した[14][9]。実際の参列者は191人[15]。また、戦没者の配偶者の参列がゼロとなった[13][9]。
- 2022年（令和4年） 43都道府県の遺族592人など約1000人が参列。新型コロナウイルス感染拡大前の5000人前後に比べ6分の1程度にとどまった[15]。
- 2023年（令和5年） 台風7号による交通機関への影響を鑑み、愛知県、三重県、滋賀県、京都府、兵庫県、岡山県、広島県、徳島県、香川県の遺族代表が欠席し2000人規模で開催。

## 中継
NHKは、総合テレビ（1963年以降）、ラジオ第1、国際放送のNHKワールドTV、NHKワールド・ラジオ日本で11:50から「天皇陛下のお言葉」まで中継、12:05に終了。NHK BS（旧BS1）は、2014年以降、「天皇皇后両陛下御退場」の12:25まで放送する。
NHKは式典に「NHK時計」で技術協力を行っており、会場で流される正午の時報（黙祷の合図）を提供している。時報は2012年（平成24年）3月11日の東日本大震災一周年追悼式でも使用され、発生時刻の14時46分に時報を流し、黙祷の合図を行った。
民放では、全てのテレビ局で式典の中継はせず、定時ニュースでの録画放送や会場前からの生中継のみに留まる。ただし、戦後80年となる2025年（令和7年）はフジテレビ系列（FNN）が特別番組を編成し生中継した。地上波以外ではニュース専門チャンネル（日テレNEWS24、TBS NEWS）での放送や、インターネット動画配信プラットフォーム（TBS NEWS Youtubeチャンネル YouTubeLive、FNNオンライン（Periscope、Youtubeチャンネル YouTubeLive）、AbemaNews（AbemaTV））で動画生配信を行っている。
2010年代からはニコニコ生放送公式による生配信とTHE PAGEのYouTube生配信が行われている。2020年からは前述のとおり、厚生労働省の公式YouTubeチャンネルが生配信を実施している。

## その他

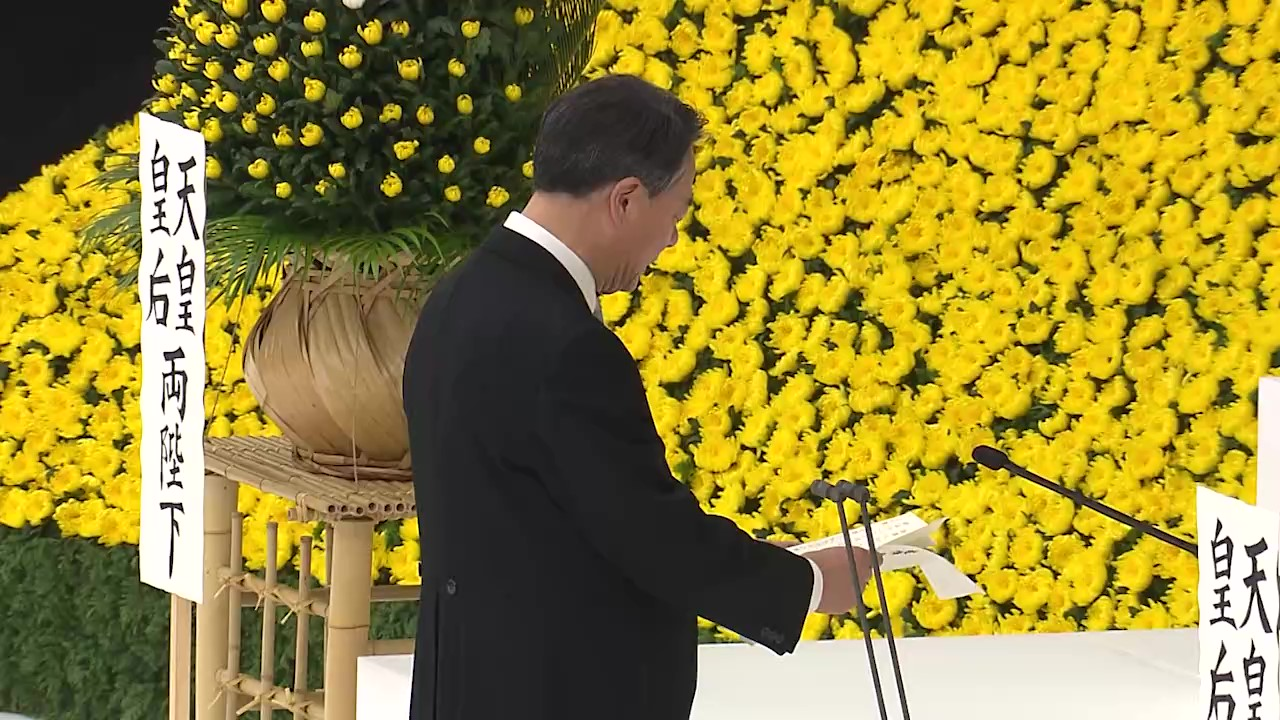
追悼の辞を述べる衆議院副議長海江田万里（議長細田博之の代読）
（2023年8月15日）

戦争犯罪人
政府は「連合国による極東国際軍事裁判（東京裁判）によって戦争犯罪人として裁かれ、死刑判決を受けたいわゆるA級戦犯やB・C級戦犯が全国戦没者追悼式の戦没者の対象となるかどうか」について明確にしていない。戦犯遺族にも招待状が出されているが、これは各47都道府県に参列遺族の選定を委ねた結果としている。小泉純一郎が首相在任当時、靖国神社に参拝し続けたことに対して批判的な菅直人や坂口力が厚生労働大臣（旧・厚生大臣）の時も戦犯を対象外とする決議や声明は出されていない。これに関しては靖国神社が戦犯を顕彰の対象としていることを問題視しているのであり、戦犯を追悼することは問題視していないためとされる。
衆議院議長の欠席
2005年（平成17年）には8月8日に衆議院が解散（郵政解散）し、三権の長の1人である衆議院議長が全国戦没者追悼式を欠席する異例の事態となった。同様の事態は2009年（平成21年）にも起きた（7月21日衆議院解散、8月30日総選挙のため（政権選択解散・追い込まれ解散））。2023年（令和5年）は衆議院議長の細田博之が体調不良のため欠席し、追悼の辞は衆議院副議長の海江田万里が代読した。

最高裁判所長官の欠席
2024年（令和6年）8月10日に最高裁判所長官の戸倉三郎が定年退官し、三権の長の1人が欠席したため、長官代理として最高裁判所判事の深山卓也が出席し、追悼の辞を述べた。

式次第の変更
1998年（平成10年）までは天皇・皇后が厚生大臣の先導により臨場する際に、国歌「君が代」が演奏された。1999年（平成11年）の国旗及び国歌に関する法律（国旗国歌法）施行後は天皇・皇后の臨場後、君が代を斉唱することになった。
いわゆる戦争責任論への言及
2006年（平成18年）には河野洋平衆議院議長が追悼の辞で「戦争を主導した当時の指導者たちの責任をあいまいにしてはならない」と異例の戦争責任論に言及した。